# Donji Tovarnik
Donji Tovarnik (izvirno srbsko Доњи Товарник) je naselje v Srbiji, ki upravno spada pod Občino Pećinci; slednja pa je del Sremskega upravnega okraja.

## Demografija
V naselju, katerega izvirno (srbsko-cirilično) ime je Доњи Товарник, živi 778 polnoletnih prebivalcev, pri čemer je njihova povprečna starost 38,6 let (36,9 pri moških in 40,4 pri ženskah). Naselje ima 298 gospodinjstev, pri čemer je povprečno število članov na gospodinjstvo 3,40.
To naselje je, glede na rezultate popisa iz leta 2002, večinoma srbsko.
|  |

| Demografija | Demografija     | Demografija     |
| Leto        | Št. prebivalcev | Št. prebivalcev |
| ----------- | --------------- | --------------- |
|             |                 |                 |
|             |                 |                 |
|             |                 |                 |
|             |                 |                 |
| 1948        | 804             |                 |
| 1953        | 847             |                 |
| 1961        | 1045            |                 |
| 1971        | 1099            |                 |
| 1981        | 1034            |                 |
| 1991        | 1076            | 1070            |
| 2002        | 1022            | 1016            |
|             |                 |                 |

| Etnična sestava po popisu iz leta 2002 | Etnična sestava po popisu iz leta 2002 | Etnična sestava po popisu iz leta 2002 | Etnična sestava po popisu iz leta 2002 | Etnična sestava po popisu iz leta 2002 |
| -------------------------------------- | -------------------------------------- | -------------------------------------- | -------------------------------------- | -------------------------------------- |
| Srbi                                   | Srbi                                   |                                        | 941                                    | 92,61%                                 |
| Romi                                   | Romi                                   |                                        | 46                                     | 4,52%                                  |
| Hrvati                                 | Hrvati                                 |                                        | 3                                      | 0,29%                                  |
| Makedonci                              | Makedonci                              |                                        | 2                                      | 0,19%                                  |
| Romuni                                 | Romuni                                 |                                        | 1                                      | 0,09%                                  |
| Muslimani                              | Muslimani                              |                                        | 1                                      | 0,09%                                  |
| Neznano                                | Neznano                                |                                        | 17                                     | 1,67%                                  |